# Блюдчанский сельсовет
Блюдчанский сельсовет — сельское поселение в Чановском районе Новосибирской области Российской Федерации.
Административный центр — село Блюдчанское.

## История
Статус и границы сельского поселения установлены Законом Новосибирской области от 2 июня 2004 года № 200-ОЗ «О статусе и границах муниципальных образований Новосибирской области»

## Население
| 2002  | 2010  | 2012  | 2013  | 2014  | 2015  | 2016  |
| ----- | ----- | ----- | ----- | ----- | ----- | ----- |
| 2125  | ↘1650 | ↘1589 | ↗1594 | ↘1548 | ↘1517 | ↘1476 |
| 2017  | 2018  | 2019  | 2020  | 2021  |       |       |
| ↘1442 | ↘1435 | ↘1397 | ↘1376 | ↘1314 |       |       |

## Состав сельского поселения
| № | Населённый пункт | Тип населённого пункта       | Население |
| - | ---------------- | ---------------------------- | --------- |
| 1 | Блюдцы           | деревня                      | ↘148      |
| 2 | Блюдчанское      | село, административный центр | ↘714      |
| 3 | Маметкино        | аул                          | →5        |
| 4 | Новофеклино      | село                         | ↘311      |
| 5 | Черниговка       | деревня                      | ↘224      |
| 6 | Юрки             | посёлок                      | ↘248      |